# Nointot
Nointot település Franciaországban, Seine-Maritime megyében. Lakosainak száma 1369 fő (2022. január 1.). Nointot Bernières, Bolbec, Mirville, Raffetot, Rouville, Saint-Jean-de-la-Neuville és Vattetot-sous-Beaumont községekkel határos.

## Népesség
A település népességének változása:
| Lakosok száma | 1403 | 1347 | 1373 | 1346 | 1355 | 1360 | 1365 | 1364 | 1369 |
|               | 2013 | 2015 | 2016 | 2017 | 2018 | 2019 | 2020 | 2021 | 2022 |